# See You Again (canción de Carrie Underwood)
«See You Again» —en español: «Verte otra vez»— es una canción country con elementos de country pop y balada lanzada por la cantante estadounidense Carrie Underwood. Fue escrita por Underwood, Hillary Lindsey y David Hodges. Fue lanzado como el cuarto sencillo del cuarto álbum de estudio de Underwood, Blown Away, el 15 de abril de 2013. Underwood anunció la única en su cuenta oficial de Twitter.
Underwood se estrenó la canción en la duodécima temporada de American Idol, el 4 de abril de 2013. «See You Again» es décimo octavo consecutivo Top 10 de Underwoood solo en la lista Billboard Hot Country Songs y es también su decimoséptimo single en ser certificado al menos oro por la RIAA. Al 14 de agosto de 2013, el sencillo ha vendido 529 000 copias en los Estados Unidos.

## Video musical
El 7 de junio de 2013, Good Morning America dio un primer aspecto para el vídeo musical de «See You Again». El video completo se estrenó poco después en ABCNews.com. El video musical fue dirigido por Eric Welch. Mostraba las secuelas de la Masacre de la Escuela Primaria de Sandy Hook, los atentados del 11 de septiembre de 2001 y Tornado de Moore de 2013.

## Lista de canciones
Descarga digital
1. «See You Again» – 4:07

## Rendimiento en las listas
La canción debutó en el número 60 en la lista de Estados Unidos Country Airplay para la semana del 13 de abril de 2013.
Al 14 de agosto de 2013, el sencillo ha vendido 529 000 copias en los Estados Unidos.
| Listas (2013)                      | Mejor posición |
| ---------------------------------- | -------------- |
| Canadá (Canadian Hot 100)          | 45             |
| Canada AC (Billboard)              | 25             |
| Canada Country (Billboard)         | 2              |
| Estados Unidos (Billboard Hot 100) | 34             |
| Estados Unidos (Hot Country Songs) | 7              |
| Country Airplay (Billboard)        | 2              |

### Posición fin de año
| Listas (2013)                                | Posición |
| -------------------------------------------- | -------- |
| Estados Unidos Country Airplay (Billboard)   | 15       |
| Estados Unidos Hot Country Songs (Billboard) | 26       |

## Historial de lanzamientos
| País           | Fecha                | Formato             |
| -------------- | -------------------- | ------------------- |
| Estados Unidos | 15 de abril de 2013  | Country radio       |
| Estados Unidos | 26 de agosto de 2013 | Hot/Modern/AC radio |